# NGC 379
NGC 379 je galaksija u zviježđu Ribe.

## Vanjske poveznice
- SEDS: NGC 379